# Alloperla lenati
Alloperla lenati is een steenvlieg uit de familie groene steenvliegen (Chloroperlidae). De wetenschappelijke naam van de soort is voor het eerst geldig gepubliceerd in 2004 door Kondratieff & Kirchner.